# Ercole Grandi

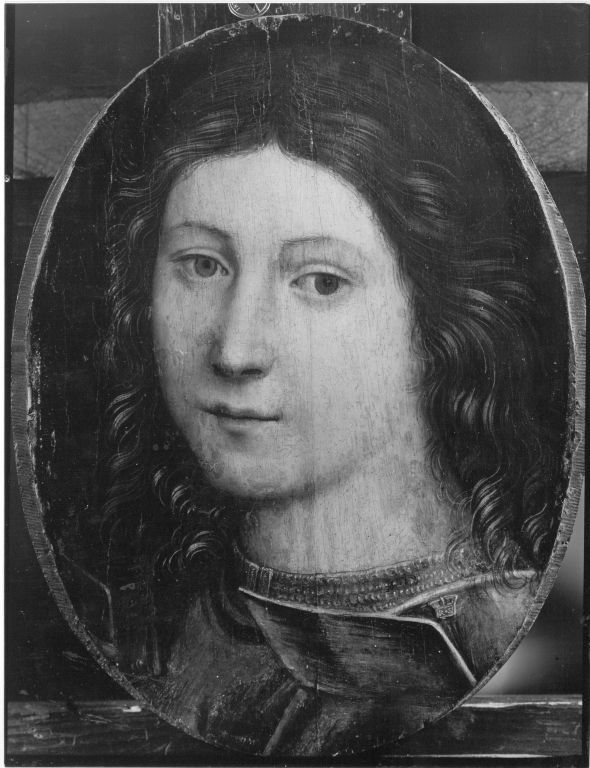
Ercole Grandi, Bavarian State Painting Collections, Monaco di Baviera

Ercole Grandi conosciuto anche come Ercole da Ferrara ed Ercole di Giulio Cesare Grandi (1463 circa – prima del 1525) è stato un pittore e architetto italiano del primo Rinascimento, attivo principalmente a Ferrara.

## Biografia
Viene citato come uno degli allievi preferiti del pittore Lorenzo Costa. Ercole Grandi apparve per la prima volta nelle fonti come al servizio della casa d'Este nel 1489. Tra il 1489 e il 1495, sembra aver lavorato a Bologna, sia a San Petronio che nella Cappella Bentivoglio di San Giacomo Maggiore, come assistente di Lorenzo Costa. Nel 1495, fu a Ferrara come capo architetto per la realizzazione dei progetti del duca Ercole tendenti ad abbellire la città e rinnovare le chiese. La facciata e l'interno di Santa Maria in Vado furono eseguiti secondo il suo progetto. Collaborò con Ludovico Mazzolino e altri alla decorazione del Castello e dipinse negli appartamenti di Lucrezia Borgia. Sempre a Ferrara, dipinse gli affreschi per la chiesa di San Pietro Martire (ora demolita), sebbene alcuni siano stati conservati. Un problema nell'assegnare l'attribuzione alla mano di Ercole Grandi è che nessuna delle sue opere è firmata o datata, o accompagnata da documenti identificativi, ma alcuni studiosi ritengono che abbia dipinto - alla maniera di Mantegna - o che abbia partecipato alla decorazione del soffitto affrescato nella Sala del Tesoro del Palazzo Costabili (Palazzo di Ludovico il Moro) a Ferrara tra il 1503 e il 1506. Altri studiosi attribuiscono l'opera a Benvenuto Tisi da Garofalo. L'identità di Ercole Grandi è talvolta confusa con Garofalo, e un'Ercole da Bologna, e (più famoso dallo storico rinascimentale, Giorgio Vasari) con quello di Ercole di Antonio Roberti o Ercole de' Roberti (vedi Filippini), che fu documentato per la prima volta a Ferrara nel 1479 e fu autore dei grandi affreschi della cappella Garganelli a Bologna. La maggior parte delle opere di Ercole Grandi sono state attribuite ad altri pittori ferraresi, come Giovan Francesco Maineri e Lorenzo Costa, mentre altri studiosi insistono sul fatto che Ercole Grandi sarebbe un personaggio mitico.